# Романиха (Полтавская область)
Романиха (укр. Романиха) — село,
Яхниковский сельский совет,
Лохвицкий район,
Полтавская область,
Украина.
Код КОАТУУ — 5322688403. Население по переписи 2001 года составляло 179 человек.

## Географическое положение
Село Романиха находится на расстоянии до 3-х км от сёл Закроиха и Новое.
По селу протекает пересыхающий ручей с запрудой.

## История
- 1720 — дата основания.

## Экономика
- Молочно-товарная ферма.